# Lista nagród i nominacji Meryl Streep

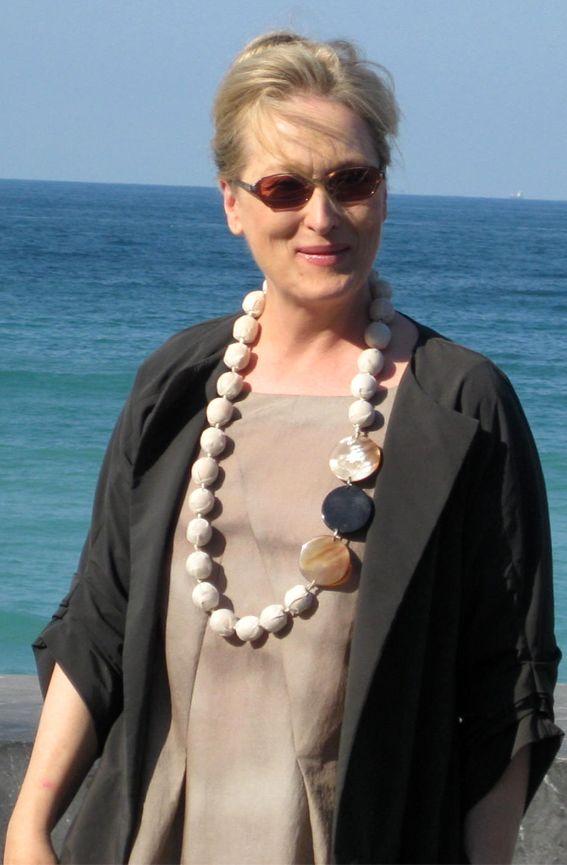
Meryl Streep podczas MFF w San Sebastián (2008)

Niniejsza lista zawiera nagrody oraz nominacje przyznane aktorce Meryl Streep, w ciągu jej kariery filmowej, telewizyjnej oraz teatralnej. W stanie na rok 2012, Streep ustanowiła rekord otrzymanych nominacji do Nagrody Akademii Filmowej, otrzymując jako indywidualny aktor, liczbę dwudziestu jeden nominacji; z czego otrzymała trzy statuetki (jako najlepsza aktorka drugoplanowa za Sprawę Kramerów w 1979 roku oraz jako najlepsza aktorka pierwszoplanowa za rolę w Wyborze Zofii w 1982 roku i w Żelaznej Damie w 2011 roku), do 2018 roku liczba nominacji wzrosła do dwudziestu jeden. Jest również rekordzistką w otrzymanych nominacjach do Złotych Globów, otrzymując łącznie 28 nominacji, które zamieniły się na osiem statuetek – co jest również rekordem w otrzymaniu nagród Złotych Globów. Meryl Streep jest uważana przez krytyków za największą aktorkę naszych czasów.

## Nagrody filmowe i telewizyjne

### Nagroda Akademii Filmowej
(Źródło:)
| Lp. | Rok  | Nominacja za                      | Kategoria                         | Wynik     |
| --- | ---- | --------------------------------- | --------------------------------- | --------- |
| 1.  | 1978 | Łowca jeleni                      | Najlepsza aktorka drugoplanowa    | Nominacja |
| 2.  | 1979 | Sprawa Kramerów                   | Najlepsza aktorka drugoplanowa    | Wygrana   |
| 3.  | 1981 | Kochanica Francuza                | Najlepsza aktorka pierwszoplanowa | Nominacja |
| 4.  | 1982 | Wybór Zofii                       | Najlepsza aktorka pierwszoplanowa | Wygrana   |
| 5.  | 1983 | Silkwood                          | Najlepsza aktorka pierwszoplanowa | Nominacja |
| 6.  | 1985 | Pożegnanie z Afryką               | Najlepsza aktorka pierwszoplanowa | Nominacja |
| 7.  | 1987 | Chwasty                           | Najlepsza aktorka pierwszoplanowa | Nominacja |
| 8.  | 1988 | Krzyk w ciemności                 | Najlepsza aktorka pierwszoplanowa | Nominacja |
| 9.  | 1990 | Pocztówki znad krawędzi           | Najlepsza aktorka pierwszoplanowa | Nominacja |
| 10. | 1995 | Co się wydarzyło w Madison County | Najlepsza aktorka pierwszoplanowa | Nominacja |
| 11. | 1998 | Jedyna prawdziwa rzecz            | Najlepsza aktorka pierwszoplanowa | Nominacja |
| 12. | 1999 | Koncert na 50 serc                | Najlepsza aktorka pierwszoplanowa | Nominacja |
| 13. | 2002 | Adaptacja                         | Najlepsza aktorka drugoplanowa    | Nominacja |
| 14. | 2006 | Diabeł ubiera się u Prady         | Najlepsza aktorka pierwszoplanowa | Nominacja |
| 15. | 2008 | Wątpliwość                        | Najlepsza aktorka pierwszoplanowa | Nominacja |
| 16. | 2009 | Julie i Julia                     | Najlepsza aktorka pierwszoplanowa | Nominacja |
| 17. | 2011 | Żelazna Dama                      | Najlepsza aktorka pierwszoplanowa | Wygrana   |
| 18. | 2013 | Sierpień w hrabstwie Osage        | Najlepsza aktorka pierwszoplanowa | Nominacja |
| 19. | 2014 | Tajemnice lasu                    | Najlepsza aktorka drugoplanowa    | Nominacja |
| 20. | 2016 | Boska Florence                    | Najlepsza aktorka pierwszoplanowa | Nominacja |
| 21. | 2017 | Czwarta władza                    | Najlepsza aktorka pierwszoplanowa | Nominacja |

### Nagroda BAFTA
(Źródło:)
| Rok  | Nominacja za              | Kategoria                         | Wynik     |
| ---- | ------------------------- | --------------------------------- | --------- |
| 1979 | Łowca jeleni              | Najlepsza aktorka pierwszoplanowa | Nominacja |
| 1979 | Manhattan                 | Najlepsza aktorka drugoplanowa    | Nominacja |
| 1980 | Sprawa Kramerów           | Najlepsza aktorka pierwszoplanowa | Nominacja |
| 1981 | Kochanica Francuza        | Najlepsza aktorka pierwszoplanowa | Wygrana   |
| 1983 | Wybór Zofii               | Najlepsza aktorka pierwszoplanowa | Nominacja |
| 1984 | Silkwood                  | Najlepsza aktorka pierwszoplanowa | Nominacja |
| 1986 | Pożegnanie z Afryką       | Najlepsza aktorka pierwszoplanowa | Nominacja |
| 2002 | Godziny                   | Najlepsza aktorka pierwszoplanowa | Nominacja |
| 2002 | Adaptacja                 | Najlepsza aktorka drugoplanowa    | Nominacja |
| 2004 | Kandydat                  | Najlepsza aktorka drugoplanowa    | Nominacja |
| 2006 | Diabeł ubiera się u Prady | Najlepsza aktorka pierwszoplanowa | Nominacja |
| 2008 | Wątpliwość                | Najlepsza aktorka pierwszoplanowa | Nominacja |
| 2009 | Julie i Julia             | Najlepsza aktorka pierwszoplanowa | Nominacja |
| 2011 | Żelazna Dama              | Najlepsza aktorka pierwszoplanowa | Wygrana   |
| 2016 | Boska Florence            | Najlepsza aktorka pierwszoplanowa | Nominacja |

### Złoty Glob
(Źródło:)
| Rok  | Nominacja za                      | Kategoria                                                 | Wynik     |
| ---- | --------------------------------- | --------------------------------------------------------- | --------- |
| 1978 | Łowca jeleni                      | Najlepsza aktorka drugoplanowa                            | Nominacja |
| 1979 | Sprawa Kramerów                   | Najlepsza aktorka drugoplanowa                            | Wygrana   |
| 1981 | Kochanica Francuza                | Najlepsza aktorka w filmie dramatycznym                   | Wygrana   |
| 1982 | Wybór Zofii                       | Najlepsza aktorka w filmie dramatycznym                   | Wygrana   |
| 1983 | Silkwood                          | Najlepsza aktorka w filmie dramatycznym                   | Nominacja |
| 1985 | Pożegnanie z Afryką               | Najlepsza aktorka w filmie dramatycznym                   | Nominacja |
| 1988 | Krzyk w ciemności                 | Najlepsza aktorka w filmie dramatycznym                   | Nominacja |
| 1989 | Diablica                          | Najlepsza aktorka w filmie komediowym lub musicalu        | Nominacja |
| 1990 | Pocztówki znad krawędzi           | Najlepsza aktorka w filmie komediowym lub musicalu        | Nominacja |
| 1992 | Ze śmiercią jej do twarzy         | Najlepsza aktorka w filmie komediowym lub musicalu        | Nominacja |
| 1994 | Dzika rzeka                       | Najlepsza aktorka w filmie dramatycznym                   | Nominacja |
| 1995 | Co się wydarzyło w Madison County | Najlepsza aktorka w filmie dramatycznym                   | Nominacja |
| 1996 | Pokój Marvina                     | Najlepsza aktorka w filmie dramatycznym                   | Nominacja |
| 1997 | Po pierwsze nie szkodzić          | Najlepsza aktorka w miniserialu lub filmie telewizyjnym   | Nominacja |
| 1998 | Jedyna prawdziwa rzecz            | Najlepsza aktorka w filmie dramatycznym                   | Nominacja |
| 1999 | Koncert na 50 serc                | Najlepsza aktorka w filmie dramatycznym                   | Nominacja |
| 2002 | Godziny                           | Najlepsza aktorka w filmie dramatycznym                   | Nominacja |
| 2002 | Adaptacja                         | Najlepsza aktorka drugoplanowa                            | Wygrana   |
| 2003 | Anioły w Ameryce                  | Najlepsza aktorka w miniserialu lub filmie telewizyjnym   | Wygrana   |
| 2004 | Kandydat                          | Najlepsza aktorka drugoplanowa                            | Nominacja |
| 2006 | Diabeł ubiera się u Prady         | Najlepsza aktorka w filmie komediowym lub musicalu        | Wygrana   |
| 2008 | Wątpliwość                        | Najlepsza aktorka w filmie dramatycznym                   | Nominacja |
| 2008 | Mamma Mia!                        | Najlepsza aktorka w filmie komediowym lub musicalu        | Nominacja |
| 2009 | To skomplikowane                  | Najlepsza aktorka w filmie komediowym lub musicalu        | Nominacja |
| 2009 | Julie i Julia                     | Najlepsza aktorka w filmie komediowym lub musicalu        | Wygrana   |
| 2011 | Żelazna Dama                      | Najlepsza aktorka w filmie dramatycznym                   | Wygrana   |
| 2012 | Dwoje do poprawki                 | Najlepsza aktorka w filmie komediowym lub musicalu        | Nominacja |
| 2013 | Sierpień w hrabstwie Osage        | Najlepsza aktorka w filmie komediowym lub musicalu        | Nominacja |
| 2014 | Tajemnice lasu                    | Najlepsza aktorka drugoplanowa                            | Nominacja |
| 2016 | Boska Florence                    | Najlepsza aktorka w filmie komediowym lub musicalu        | Nominacja |
| 2016 | –                                 | Nagroda im. Cecila B. DeMille’a za całokształt twórczości | Wygrana   |

### Nagroda Primetime Emmy
(Źródło:)
| Rok  | Nominacja za             | Kategoria                                                               | Wynik     |
| ---- | ------------------------ | ----------------------------------------------------------------------- | --------- |
| 1978 | Holocaust                | Najlepsza aktorka pierwszoplanowa w miniserialu lub filmie telewizyjnym | Wygrana   |
| 1997 | Po pierwsze nie szkodzić | Najlepsza aktorka pierwszoplanowa w miniserialu lub filmie telewizyjnym | Nominacja |
| 2004 | Anioły w Ameryce         | Najlepsza aktorka pierwszoplanowa w miniserialu lub filmie telewizyjnym | Wygrana   |

### Nagroda Gildii Aktorów Ekranowych
| Rok  | Nominacja za                      | Kategoria                                                    | Wynik     |
| ---- | --------------------------------- | ------------------------------------------------------------ | --------- |
| 1994 | Dzika rzeka                       | Wybitny występ aktorki w roli pierwszoplanowej               | Nominacja |
| 1995 | Co się wydarzyło w Madison County | Wybitny występ aktorki w roli pierwszoplanowej               | Nominacja |
| 1996 | Pokój Marvina                     | Wybitny występ zespołu aktorskiego w filmie kinowym          | Nominacja |
| 1998 | Jedyna prawdziwa rzecz            | Wybitny występ aktorki w roli pierwszoplanowej               | Nominacja |
| 1999 | Koncert na 50 serc                | Wybitny występ aktorki w roli pierwszoplanowej               | Nominacja |
| 2002 | Godziny                           | Wybitny występ zespołu aktorskiego w filmie kinowym          | Nominacja |
| 2002 | Adaptacja                         | Wybitny występ zespołu aktorskiego w filmie kinowym          | Nominacja |
| 2003 | Anioły w Ameryce                  | Wybitny występ aktorki w miniserialu lub filmie telewizyjnym | Wygrana   |
| 2006 | Diabeł ubiera się u Prady         | Wybitny występ aktorki w roli pierwszoplanowej               | Nominacja |
| 2008 | Wątpliwość                        | Wybitny występ aktorki w roli pierwszoplanowej               | Wygrana   |
| 2008 | Wątpliwość                        | Wybitny występ zespołu aktorskiego w filmie kinowym          | Nominacja |
| 2009 | Julie i Julia                     | Wybitny występ aktorki w roli pierwszoplanowej               | Nominacja |
| 2011 | Żelazna Dama                      | Wybitny występ aktorki w roli pierwszoplanowej               | Nominacja |
| 2013 | Sierpień w hrabstwie Osage        | Wybitny występ zespołu aktorskiego w filmie kinowym          | Nominacja |
| 2013 | Sierpień w hrabstwie Osage        | Wybitny występ aktorki w roli pierwszoplanowej               | Nominacja |
| 2014 | Tajemnice lasu                    | Wybitny występ aktorki w roli drugoplanowej                  | Nominacja |
| 2016 | Boska Florence                    | Wybitny występ aktorki w roli pierwszoplanowej               | Nominacja |

1. ↑  Wraz z Leonardem DiCaprio, Diane Keaton, Robertem De Niro, Hume’em Cronynem, Gwen Verdon, Halem Scardino i Danem Hedayą.
2. ↑  Wraz z Toni Collette, Claire Danes, Jeffem Danielsem, Stephenem Dillane’em, Edem Harrisem, Allison Janney, Nicole Kidman, Julianne Moore, Johnym C. Reillym i Mirandą Richardson.
3. ↑  Wraz z Nicolasem Cage’em, Chrisem Cooperem, Brianem Coxem, Carą Seymour i Tildą Swinton.
4. ↑  Wraz z Amy Adams, Violą Davis i Philipem Seymourem Hoffmanem.
5. ↑  Wraz z Abigail Breslin, Chris Cooper, Benedict Cumberbatch, Juliette Lewis, Margo Martindale, Ewan McGregor, Dermot Mulroney, Julianne Nicholson, Julia Roberts, Sam Shepard i Misty Upham.

### Inne nagrody przemysłu filmowego
| Rok  | Nominacja za            | Kategoria                                       | Wynik   |
| ---- | ----------------------- | ----------------------------------------------- | ------- |
| 1990 | Pocztówki znad krawędzi | Najzabawniejsza aktorka w głównej roli filmowej | Wygrana |

| Rok  | Nominacja za | Kategoria                      | Wynik   |
| ---- | ------------ | ------------------------------ | ------- |
| 1980 | Łowca jeleni | Najlepsza aktorka drugoplanowa | Wygrana |

| Rok  | Nominacja za               | Kategoria                                           | Wynik     |
| ---- | -------------------------- | --------------------------------------------------- | --------- |
| 1988 | Krzyk w ciemności          | Najlepsza aktorka pierwszoplanowa                   | Wygrana   |
| 2011 | Żelazna Dama               | Nagroda Międzynarodowa AACTA dla najlepszej aktorki | Wygrana   |
| 2013 | Sierpień w hrabstwie Osage | Nagroda Międzynarodowa AACTA dla najlepszej aktorki | Nominacja |

| Rok  | Nominacja za  | Kategoria                      | Wynik     |
| ---- | ------------- | ------------------------------ | --------- |
| 1996 | Pokój Marvina | Najlepsza aktorka drugoplanowa | Nominacja |

| Rok  | Nominacja za        | Kategoria                     | Wynik   |
| ---- | ------------------- | ----------------------------- | ------- |
| 1984 | Zakochać się        | Najlepsza aktorka zagraniczna | Wygrana |
| 1985 | Pożegnanie z Afryką | Najlepsza aktorka zagraniczna | Wygrana |

| Rok  | Nominacja za     | Kategoria                    | Wynik     |
| ---- | ---------------- | ---------------------------- | --------- |
| 1999 | –                | Nagroda za osiągnięcia życia | Wygrana   |
| 2006 | Ostatnia audycja | Najlepsza obsada filmowa     | Nominacja |

1. ↑  Wraz z Woodym Harrelsonem, Tommym Lee Jonesem, Garrisonem Keillorem, Kevinem Kline’em, Lindsay Lohan, Virginią Madsen, Johnem C. Reillym, Mayą Rudolph, Lily Tomlin, L.Q. Jonesem, Sue Scott i Timem Russellem.

| Rok  | Nominacja za     | Kategoria                                              | Wynik   |
| ---- | ---------------- | ------------------------------------------------------ | ------- |
| 2003 | Anioły w Ameryce | Najlepsza główna rola kobieca w programie dramatycznym | Wygrana |

| Rok  | Nominacja za           | Kategoria                                             | Wynik     |
| ---- | ---------------------- | ----------------------------------------------------- | --------- |
| 1998 | Taniec ulotnych marzeń | Najlepsza aktorka                                     | Nominacja |
| 2009 | Mamma Mia!             | Najlepsza międzynarodowa aktorka – Wybór Publiczności | Wygrana   |
| 2010 | To skomplikowane       | Najlepsza międzynarodowa aktorka – Wybór Publiczności | Wygrana   |
| 2012 | Żelazna Dama           | Najlepsza międzynarodowa aktorka                      | Nominacja |

| Rok  | Nominacja za          | Kategoria                      | Wynik   |
| ---- | --------------------- | ------------------------------ | ------- |
| 1979 | Sprawa Kramerów       | Najlepsza aktorka drugoplanowa | Wygrana |
| 1979 | Manhattan             | Najlepsza aktorka drugoplanowa | Wygrana |
| 1979 | Uwiedzenie Joe Tynana | Najlepsza aktorka drugoplanowa | Wygrana |
| 1982 | Wybór Zofii           | Najlepsza aktorka              | Wygrana |
| 2008 | Wątpliwość            | Najlepsza obsada filmowa       | Wygrana |
| 2017 | Czwarta władza        | Najlepsza aktorka              | Wygrana |

1. ↑  Wraz z Amy Adams, Violą Davis i Philipem Seymourem Hoffmanem.

| Rok  | Nominacja za              | Kategoria                        | Wynik   |
| ---- | ------------------------- | -------------------------------- | ------- |
| 2007 | Diabeł ubiera się u Prady | Najlepsza aktorka międzynarodowa | Wygrana |
| 2009 | Mamma Mia!                | Najlepsza aktorka międzynarodowa | Wygrana |

| Rok  | Nominacja za               | Kategoria                                               | Wynik     |
| ---- | -------------------------- | ------------------------------------------------------- | --------- |
| 1998 | Po pierwsze nie szkodzić   | Najlepsza aktorka w miniserialu lub filmie telewizyjnym | Nominacja |
| 1999 | Jedyna prawdziwa rzecz     | Najlepsza aktorka w filmie dramatycznym                 | Nominacja |
| 2003 | Godziny                    | Najlepsza aktorka w filmie dramatycznym                 | Nominacja |
| 2003 | Adaptacja                  | Najlepsza aktorka w filmie komediowym lub musicalu      | Nominacja |
| 2004 | Anioły w Ameryce           | Najlepsza aktorka w miniserialu lub filmie telewizyjnym | Wygrana   |
| 2006 | Diabeł ubiera się u Prady  | Najlepsza aktorka w filmie komediowym lub musicalu      | Wygrana   |
| 2008 | Mamma Mia!                 | Najlepsza aktorka w filmie komediowym lub musicalu      | Nominacja |
| 2008 | Wątpliwość                 | Najlepsza aktorka w filmie dramatycznym                 | Nominacja |
| 2009 | Julie i Julia              | Najlepsza aktorka w filmie komediowym lub musicalu      | Wygrana   |
| 2011 | Żelazna Dama               | Najlepsza aktorka w filmie fabularnym                   | Nominacja |
| 2013 | Sierpień w hrabstwie Osage | Najlepsza aktorka w filmie fabularnym                   | Nominacja |

| Rok  | Nominacja za              | Kategoria                      | Wynik     |
| ---- | ------------------------- | ------------------------------ | --------- |
| 1991 | W obronie życia           | Najlepsza aktorka              | Nominacja |
| 1992 | Ze śmiercią jej do twarzy | Najlepsza aktorka              | Nominacja |
| 2004 | Kandydat                  | Najlepsza aktorka drugoplanowa | Nominacja |

### Nagrody krytyków
| Rok  | Nominacja za  | Kategoria         | Wynik   |
| ---- | ------------- | ----------------- | ------- |
| 1982 | Wybór Zofii   | Najlepsza aktorka | Wygrana |
| 2009 | Julie i Julia | Najlepsza aktorka | Wygrana |
| 2011 | Żelazna Dama  | Najlepsza aktorka | Wygrana |

| Rok  | Nominacja za              | Kategoria                      | Wynik     |
| ---- | ------------------------- | ------------------------------ | --------- |
| 2002 | Adaptacja                 | Najlepsza aktorka drugoplanowa | Nominacja |
| 2006 | Diabeł ubiera się u Prady | Najlepsza aktorka              | Nominacja |
| 2008 | Wątpliwość                | Najlepsza aktorka              | Wygrana   |
| 2008 | Wątpliwość                | Najlepsza obsada filmowa       | Nominacja |
| 2009 | Julie i Julia             | Najlepsza aktorka              | Wygrana   |
| 2011 | Żelazna Dama              | Najlepsza aktorka              | Wygrana   |

1. ↑  Ex-aequo z Anne Hathaway za rolę w filmie Rachel wychodzi za mąż.
2. ↑  Wraz z Amy Adams, Violą Davis i Philipem Seymourem Hoffmanem.

| Rok  | Nominacja za              | Kategoria                      | Wynik     |
| ---- | ------------------------- | ------------------------------ | --------- |
| 2002 | Adaptacja                 | Najlepsza aktorka drugoplanowa | Wygrana   |
| 2006 | Diabeł ubiera się u Prady | Najlepsza aktorka              | Nominacja |
| 2008 | Wątpliwość                | Najlepsza aktorka              | Nominacja |
| 2009 | Julie i Julia             | Najlepsza aktorka              | Nominacja |
| 2011 | Żelazna Dama              | Najlepsza aktorka              | Nominacja |

| Rok  | Nominacja za              | Kategoria         | Wynik          |
| ---- | ------------------------- | ----------------- | -------------- |
| 2007 | Diabeł ubiera się u Prady | Najlepsza aktorka | Drugie miejsce |
| 2011 | Żelazna Dama              | Najlepsza aktorka | Nominacja      |

| Rok  | Nominacja za | Kategoria                      | Wynik   |
| ---- | ------------ | ------------------------------ | ------- |
| 2002 | Adaptacja    | Najlepsza aktorka drugoplanowa | Wygrana |

| Rok  | Nominacja za        | Kategoria         | Wynik   |
| ---- | ------------------- | ----------------- | ------- |
| 1979 | Sprawa Kramerów     | Najlepsza aktorka | Wygrana |
| 1982 | Wybór Zofii         | Najlepsza aktorka | Wygrana |
| 1983 | Silkwood            | Najlepsza aktorka | Wygrana |
| 1985 | Pożegnanie z Afryką | Najlepsza aktorka | Wygrana |
| 2008 | Wątpliwość          | Najlepsza aktorka | Wygrana |
| 2009 | Julie i Julia       | Najlepsza aktorka | Wygrana |

1. ↑  Ex-aequo z Julie Andrews za rolę w filmie Victor/Victoria.

| Rok  | Nominacja za | Kategoria                      | Wynik     |
| ---- | ------------ | ------------------------------ | --------- |
| 2002 | Godziny      | Najlepsza aktorka drugoplanowa | Nominacja |

| Rok  | Nominacja za              | Kategoria    | Wynik     |
| ---- | ------------------------- | ------------ | --------- |
| 2004 | Adaptacja                 | Aktorka roku | Nominacja |
| 2007 | Diabeł ubiera się u Prady | Aktorka roku | Wygrana   |
| 2009 | Wątpliwość                | Aktorka roku | Nominacja |
| 2010 | Julie i Julia             | Aktorka roku | Nominacja |
| 2012 | Żelazna Dama              | Aktorka roku | Wygrana   |

| Rok  | Nominacja za          | Kategoria                      | Wynik   |
| ---- | --------------------- | ------------------------------ | ------- |
| 1979 | Sprawa Kramerów       | Najlepsza aktorka drugoplanowa | Wygrana |
| 1979 | Manhattan             | Najlepsza aktorka drugoplanowa | Wygrana |
| 1979 | Uwiedzenie Joe Tynana | Najlepsza aktorka drugoplanowa | Wygrana |
| 1981 | Kochanica Francuza    | Najlepsza aktorka              | Wygrana |
| 1982 | Wybór Zofii           | Najlepsza aktorka              | Wygrana |
| 1985 | Pożegnanie z Afryką   | Najlepsza aktorka              | Wygrana |

| Rok  | Nominacja za              | Kategoria                      | Wynik   |
| ---- | ------------------------- | ------------------------------ | ------- |
| 1979 | Łowca jeleni              | Najlepsza aktorka drugoplanowa | Wygrana |
| 1980 | Sprawa Kramerów           | Najlepsza aktorka drugoplanowa | Wygrana |
| 1980 | Manhattan                 | Najlepsza aktorka drugoplanowa | Wygrana |
| 1980 | Uwiedzenie Joe Tynana     | Najlepsza aktorka drugoplanowa | Wygrana |
| 1983 | Wybór Zofii               | Najlepsza aktorka              | Wygrana |
| 2007 | Diabeł ubiera się u Prady | Najlepsza aktorka drugoplanowa | Wygrana |
| 2007 | Ostatnia audycja          | Najlepsza aktorka drugoplanowa | Wygrana |

| Rok  | Nominacja za          | Kategoria                      | Wynik   |
| ---- | --------------------- | ------------------------------ | ------- |
| 1979 | Sprawa Kramerów       | Najlepsza aktorka drugoplanowa | Wygrana |
| 1979 | Uwiedzenie Joe Tynana | Najlepsza aktorka drugoplanowa | Wygrana |
| 1982 | Wybór Zofii           | Najlepsza aktorka              | Wygrana |
| 1988 | Krzyk w ciemności     | Najlepsza aktorka              | Wygrana |
| 2009 | Julie i Julia         | Najlepsza aktorka              | Wygrana |
| 2011 | Żelazna Dama          | Najlepsza aktorka              | Wygrana |

| Rok  | Nominacja za              | Kategoria                      | Wynik     |
| ---- | ------------------------- | ------------------------------ | --------- |
| 2003 | Adaptacja                 | Najlepsza aktorka drugoplanowa | Nominacja |
| 2007 | Diabeł ubiera się u Prady | Najlepsza aktorka              | Nominacja |

| Rok  | Nominacja za  | Kategoria                      | Wynik     |
| ---- | ------------- | ------------------------------ | --------- |
| 2003 | Adaptacja     | Najlepsza aktorka drugoplanowa | Nominacja |
| 2003 | Adaptacja     | Najlepsza obsada filmowa       | Nominacja |
| 2003 | Godziny       | Najlepsza obsada filmowa       | Nominacja |
| 2008 | Wątpliwość    | Najlepsza aktorka              | Wygrana   |
| 2009 | Julie i Julia | Najlepsza aktorka              | Wygrana   |

1. ↑  Wraz z Nicolasem Cage’em, Chrisem Cooperem, Brianem Coxem, Carą Seymour i Tildą Swinton.
2. ↑  Wraz z Toni Collette, Claire Danes, Jeffem Danielsem, Stephenem Dillane’em, Edem Harrisem, Allison Janney, Nicole Kidman, Julianne Moore, Johnem C. Reillym i Mirandą Richardson.

| Rok  | Nominacja za  | Kategoria                      | Wynik   |
| ---- | ------------- | ------------------------------ | ------- |
| 2002 | Adaptacja     | Najlepsza aktorka drugoplanowa | Wygrana |
| 2009 | Julie i Julia | Najlepsza aktorka              | Wygrana |

| Rok  | Nominacja za | Kategoria         | Wynik     |
| ---- | ------------ | ----------------- | --------- |
| 2008 | Wątpliwość   | Najlepsza aktorka | Wygrana   |
| 2011 | Żelazna Dama | Najlepsza aktorka | Nominacja |

### Nagrody festiwalowe
| Rok  | Nominacja za | Kategoria                                 | Wynik   |
| ---- | ------------ | ----------------------------------------- | ------- |
| 1999 | –            | Berlinale Camera                          | Wygrana |
| 2003 | Godziny      | Srebrny Niedźwiedź dla najlepszej aktorki | Wygrana |
| 2012 | –            | Honorowy Złoty Niedźwiedź                 | Wygrana |

1. ↑  Wraz z Nicole Kidman i Julianne Moore.

| Rok  | Nominacja za      | Kategoria                          | Wynik   |
| ---- | ----------------- | ---------------------------------- | ------- |
| 1989 | Krzyk w ciemności | Złota Palma dla najlepszej aktorki | Wygrana |

| Rok  | Nominacja za | Kategoria                         | Wynik   |
| ---- | ------------ | --------------------------------- | ------- |
| 2002 | Godziny      | Najlepsza aktorka pierwszoplanowa | Wygrana |

| Rok  | Nominacja za | Kategoria               | Wynik   |
| ---- | ------------ | ----------------------- | ------- |
| 2004 | –            | Nagroda Stanisławskiego | Wygrana |

| Rok  | Nominacja za | Kategoria       | Wynik   |
| ---- | ------------ | --------------- | ------- |
| 2009 | –            | Nagroda Kariery | Wygrana |

| Rok  | Nominacja za | Kategoria                             | Wynik   |
| ---- | ------------ | ------------------------------------- | ------- |
| 2008 | –            | Nagroda Donostia za osiągnięcia życia | Wygrana |

| Rok  | Nominacja za | Kategoria         | Wynik   |
| ---- | ------------ | ----------------- | ------- |
| 1986 | Zgaga        | Najlepsza aktorka | Wygrana |

### Nagrody publiczności
| Rok  | Nominacja za              | Kategoria                  | Wynik     |
| ---- | ------------------------- | -------------------------- | --------- |
| 2007 | Diabeł ubiera się u Prady | Najlepszy czarny charakter | Nominacja |

| Rok  | Nominacja za | Kategoria         | Wynik   |
| ---- | ------------ | ----------------- | ------- |
| 2008 | Mamma Mia!   | Najlepsza aktorka | Wygrana |

| Rok  | Nominacja za | Kategoria                              | Wynik     |
| ---- | ------------ | -------------------------------------- | --------- |
| 1984 | –            | Ulubiona aktorka filmowa               | Wygrana   |
| 1985 | –            | Ulubiona aktorka filmowa               | Wygrana   |
| 1986 | –            | Ulubiona kobieta wszechstronna         | Wygrana   |
| 1986 | –            | Ulubiona aktorka filmowa               | Wygrana   |
| 1987 | –            | Ulubiona aktorka filmowa               | Wygrana   |
| 1989 | –            | Ulubiona aktorka w filmie dramatycznym | Wygrana   |
| 1990 | –            | Ulubiona aktorka filmowa               | Wygrana   |
| 1990 | –            | Ulubiona aktorka filmowa na świecie    | Wygrana   |
| 2009 | Mamma Mia!   | Ulubiona obsada filmu                  | Nominacja |
| 2009 | Mamma Mia!   | Ulubiona piosenka z soundtracku        | Wygrana   |

1. ↑  Wraz z Amandą Seyfried, Pierce’em Brosnanem, Stellanem Skarsgårdem i Colinem Firthem.

| Rok  | Nominacja za              | Kategoria                 | Wynik     |
| ---- | ------------------------- | ------------------------- | --------- |
| 2006 | Diabeł ubiera się u Prady | Movies – Choice Chemistry | Nominacja |
| 2006 | Diabeł ubiera się u Prady | Movies – Choice Sleazebag | Nominacja |

1. ↑  Wraz z Anne Hathaway.

| Rok  | Nominacja za | Kategoria                          | Wynik   |
| ---- | ------------ | ---------------------------------- | ------- |
| 2009 | –            | Najlepsza aktorka – międzynarodowa | Wygrana |

## Nagrody teatralne

### Nagroda Drama Desk
| Rok       | Nominacja za                    | Kategoria                               | Wynik     |
| --------- | ------------------------------- | --------------------------------------- | --------- |
| 1975-76   | Secret Service                  | Najlepsza aktorka w sztuce              | Nominacja |
| 1975-76   | A Memory of Two Mondays         | Najlepsza aktorka w sztuce              | Nominacja |
| 1975-76   | 27 Wagons Full of Cotton        | Najlepsza aktorka w sztuce              | Nominacja |
| 1975-76   | Trelawny of the „Wells”         | Najlepsza aktorka w sztuce              | Nominacja |
| 1976–1977 | The Cherry Orchard              | Najlepsza aktorka drugoplanowa w sztuce | Nominacja |
| 1976–1977 | Happy End                       | Najlepsza aktorka w musicalu            | Nominacja |
| 2001-02   | The Seagull                     | Najlepsza aktorka w sztuce              | Nominacja |
| 2006-07   | Mother Courage and Her Children | Najlepsza aktorka w sztuce              | Nominacja |

### Nagroda Obie
| Rok  | Nominacja za     | Kategoria    | Wynik   |
| ---- | ---------------- | ------------ | ------- |
| 1981 | Alice in Concert | Wykonawczyni | Wygrana |

### Nagroda Theatre World
| Rok  | Nominacja za             | Kategoria | Wynik   |
| ---- | ------------------------ | --------- | ------- |
| 1976 | 27 Wagons Full of Cotton | –         | Wygrana |

### Nagroda Tony
| Rok  | Nominacja za             | Kategoria                               | Wynik     |
| ---- | ------------------------ | --------------------------------------- | --------- |
| 1976 | 27 Wagons Full of Cotton | Najlepsza aktorka drugoplanowa w sztuce | Nominacja |

## Nagrody muzyczne

### Nagroda Grammy
| Rok  | Nominacja za                               | Kategoria                                                                                         | Wynik     |
| ---- | ------------------------------------------ | ------------------------------------------------------------------------------------------------- | --------- |
| 1986 | Little Ears: The Velveteen Rabbit          | Najlepszy album dla dzieci                                                                        | Nominacja |
| 1989 | Rabbit Ears: The Tale of Mr. Jeremy Fisher | Najlepszy album dla dzieci                                                                        | Nominacja |
| 1989 | Rabbit Ears: The Tale of Peter Rabbit      | Najlepszy album dla dzieci                                                                        | Nominacja |
| 2008 | The One and Only Shrek                     | Najlepszy album dla dzieci                                                                        | Nominacja |
| 2009 | Mamma Mia! The Movie Soundtrack            | Najlepsza kompilacja płyty (soundtrack) do filmu kinowego, telewizji lub innych mediów wizualnych | Nominacja |

1. ↑  Muzyka: George Winston.
2. 1 2  Muzyka: Lyle Mays.
3. ↑  Wraz z różnymi artystami.

## Pozostałe wyróżnienia

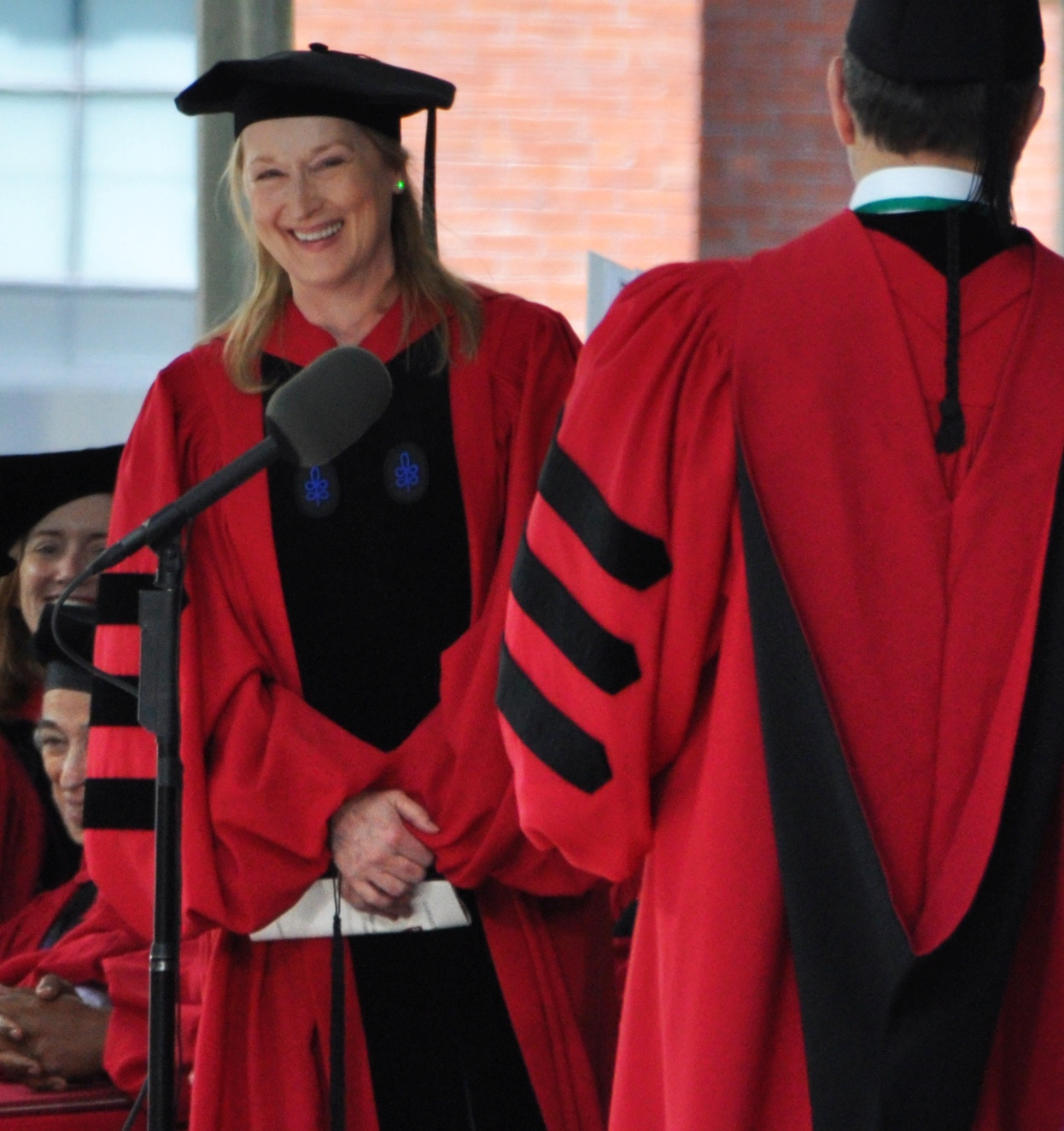
Meryl Streep podczas odbierania tytułu doktora honoris causa Uniwersytetu Harvarda

Meryl Streep otrzymała Honorowego Cezara w 2003 roku oraz Nagrodę za osiągnięcia życia od Amerykańskiego Instytutu Filmowego w 2004 roku. W przeciągu swojej kariery aktorskiej Streep, została uznana Kobietą Roku przez związek studentów Uniwersytetu Harvarda „Hasty Pudding Theatricals” w 1980 roku, oraz została uhonorowana nagrodą Crystal Awards dla Kobiety w filmie w roku 1998. Dostała również nagrodę Gala Tribute przyznawaną przez Film Society of Lincoln Center w 2008 roku.
Streep posiada własną gwiazdę w Hollywood Walk of Fame, znajdującą się przy 7020 Hollywood Boulevard.
Meryl Streep jest również od 2009 roku doktorem honoris causa Uniwersytetu w Princeton. 27 maja 2010 roku została doktorem honoris causa Uniwersytetu Harvarda. Ponadto aktorka została odznaczona przez Kolegium Dartmoutha (1981), Uniwersytet Yale (1983), Kolegium Vassara (1983), Uniwersytet New Hampshire (2003), Kolegium w Middlebury (2003) i Kolegium Barnarda (2010).
Została wprowadzona do New Jersey Hall of Fame w 2008 roku. W 2010 roku stała się członkiem Amerykańskiej Akademii Sztuki i Literatury oraz została odznaczona Narodowym Medalem Sztuki.
W roku 2000 otrzymała francuski Order Sztuki i Literatury I Klasy.
W 2014 roku prezydent Barack Obama uhonorował ją Prezydenckim Medalem Wolności.
W styczniu 2017 roku otrzymała honorowego Złotego Globa (Cecil B. DeMille Award) za całokształt twórczości artystycznej.